# تشارلز أ. غريفز
تشارلز أ. غريفز (بالإنجليزية: Charles A. Graves)‏ هو محامي أمريكي، ولد في 20 أكتوبر 1850، وتوفي في 10 نوفمبر 1928.